# اینز گایسلر
اینز گیسلر (آلمانی: Ines Geißler؛ زادهٔ ۱۶ فوریهٔ ۱۹۶۳) شناگر اهل آلمان شرقی است.